# Rhipidia dotalis
Rhipidia dotalis är en tvåvingeart som först beskrevs av Alexander 1942.  Rhipidia dotalis ingår i släktet Rhipidia och familjen småharkrankar.
Artens utbredningsområde är Ecuador. Inga underarter finns listade i Catalogue of Life.